# رودخانه آباچ (هسل)
رودخانه آباچ (به آلمانی: Aabach) یک رود در آلمان است که در گوترسلوه (ناحیه) واقع شده‌است.